# Justin Falk
Justin Falk (* 11. Oktober 1988 in Snowflake, Manitoba) ist ein ehemaliger kanadischer Eishockeyspieler, -trainer und -funktionär sowie derzeitiger -scout. Der Verteidiger bestritt zwischen 2010 und 2018 insgesamt 279 Partien für fünf Teams in der National Hockey League (NHL).

## Karriere

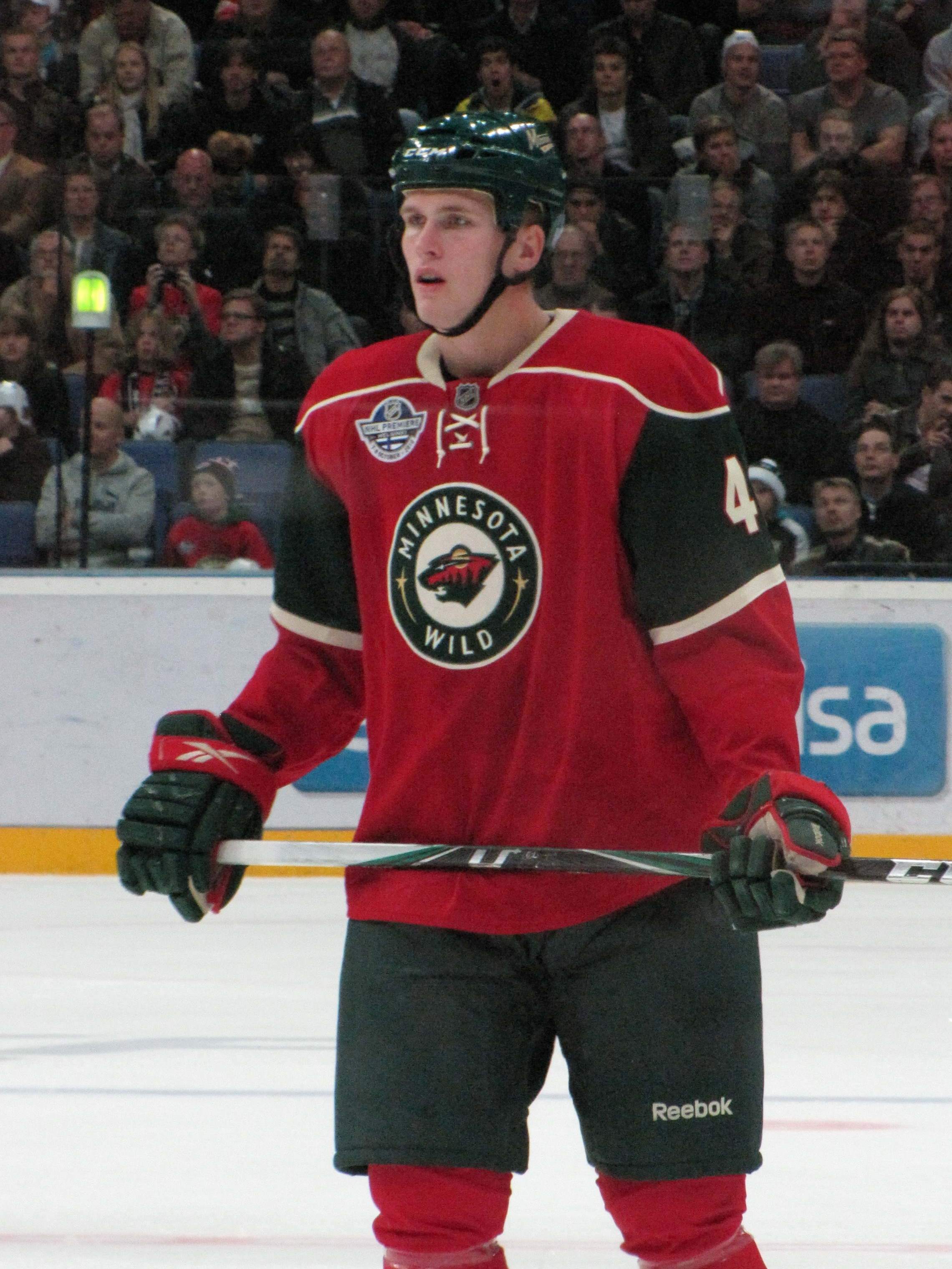
Falk im Trikot der Minnesota Wild (2010)

Justin Falk begann seine Karriere als Eishockeyspieler bei den Swan Valley Stampeders, für die er in der Saison 2004/05 zunächst in der Manitoba Junior Hockey League (MJHL) aktiv war. Gegen Saisonende wechselte er zu den Calgary Hitmen aus der kanadischen Top-Juniorenliga Western Hockey League. Dort begann er auch die folgende Spielzeit, ehe der Verteidiger nach nur fünf Partien innerhalb der WHL zu den Spokane Chiefs wechselte. Mit Spokane gewann er in der Saison 2007/08 zunächst den Ed Chynoweth Cup, den WHL-Meistertitel, sowie anschließend den Memorial Cup. Im Anschluss an den Memorial Cup wurde er in das All-Star Team des Turniers gewählt.
Im NHL Entry Draft 2007 wurde Falk von den Minnesota Wild ausgewählt. Für deren Farmteam Houston Aeros spielte er von 2008 bis 2011 überwiegend in der American Hockey League (AHL). Für die Minnesota Wild selbst gab er in der Saison 2009/10 sein Debüt in der National Hockey League. In der Saison 2011/12 war der Kanadier erstmals Stammspieler im NHL-Team der Minnesota Wild.
Im Juni 2013 wurde er im Austausch für Benn Ferriero und einem Sechstrunden-Wahlrecht im NHL Entry Draft 2014 zu den New York Rangers transferiert. Bereits nach einer Saison kehrte er allerdings wieder zu den Wild nach Minnesota zurück, blieb allerdings nur bis März 2015, als er samt einem Fünftrunden-Wahlrecht im NHL Entry Draft 2015 zu den Columbus Blue Jackets transferiert wurde. Im Gegenzug erhielten die Wild Jordan Leopold. Mit den Lake Erie Monsters, dem Farmteam der Monsters, gewann Falk am Ende der Saison 2015/16 den Calder Cup. Trotzdem erhielt er keinen über die Spielzeit hinausgehenden Vertrag in Columbus, sodass er sich im Juli 2016 als Free Agent den Buffalo Sabres anschloss. Dort war er bis zum Ende der Saison 2017/18 aktiv, als sein auslaufender Kontrakt nicht verlängert wurde. Anschließend verbrachte er knapp einen Monat auf Probe bei den Colorado Eagles aus der AHL, bevor ihn die Ottawa Senators Ende November 2018 mit einem Einjahresvertrag ausstatteten. Dieser wurde im Sommer 2019 nicht verlängert, sodass er seine aktive Karriere in der Folge beendete.
Zur Saison 2021/22 kehrte Falk in die Manitoba Junior Hockey League (MJHL) zurück und übernahm dort bei den Winkler Flyers für drei Jahre in Personalunion als General Manager und Cheftrainer. Zur Spielzeit 2024/25 wurde er als Scout bei den Buffalo Sabres angestellt.

## Erfolge und Auszeichnungen
- 2008 Ed-Chynoweth-Cup-Gewinn mit den Spokane Chiefs
- 2008 Memorial-Cup-Gewinn mit den Spokane Chiefs
- 2008 Memorial Cup All-Star Team
- 2016 Calder-Cup-Gewinn mit den Lake Erie Monsters

## Karrierestatistik
(Legende zur Spielerstatistik: Sp oder GP = absolvierte Spiele; T oder G = erzielte Tore; V oder A = erzielte Assists; Pkt oder Pts = erzielte Scorerpunkte; SM oder PIM = erhaltene Strafminuten; +/− = Plus/Minus-Bilanz; PP = erzielte Überzahltore; SH = erzielte Unterzahltore; GW = erzielte Siegtore; 1 Play-downs/Relegation; Kursiv: Statistik nicht vollständig)